# Distretto di Banaz
Il distretto di Banaz (in turco Banaz ilçesi) è uno dei distretti della provincia di Uşak, in Turchia.
La città principale del distretto, Banaz, si trova sulla strada principale che collega Smirne con Ankara, a 33 km dal capoluogo di provincia Uşak.
Il distretto si estende su una vasta e fertile piana di 65 km², che porta lo stesso nome del distretto e della città: la piana di Banaz (Banaz Ovası). Si tratta di un'area di intensa attività agricola e con dense foreste. Le culture principali di Banaz sono la barbabietola da zucchero e l'oppio.
Il fiume che attraversa la piana, il rio Banaz (Banaz Çayı) si getta a valle nel fiume Meandro.